# 喬塔德 (密西西比州)
喬塔德（英語：Chotard）是位於美國密西西比州伊薩奎納縣的非建制地區。

## 歷史
喬塔德的郵局於1883年設立，其後於1918年停運。

## 地理
喬塔德所處的海拔為高於海平面31米（即102英呎），而該地所採用的時區為UTC-6，即北美中部時區（CST）。同時該地設有夏令時間，為UTC-6調快一小時，即UTC-5（CDT）。